# Viba film
Viba film je javni zavod, ki deluje kot slovenska nacionalna tehnična filmska baza.

## Viba film 1956 - 1994
Podjetje Viba film je bilo ustanovljeno na pobudo Društva slovenskih filmskih delavcev, odločbo za ustanovitev pa je 16. junija 1956 izdal Občinski ljudski odbor Ljubljana Center.
Leta 1975 se je Vibi priključil še Triglav film. Delovna organizacija Viba film v likvidaciji je obstajala do 1994, ko jo je kot tehnična baza nasledil filmski studio Viba film , producentske pravice pa je prevzel Filmski sklad Republike Slovenije.

## Viba film danes
Sedež Filmskega studia Viba film Ljubljana je danes v industrijski coni Ljubljana, Stegne 5, kjer so na približno 10.000 m² združeni prostori za filmsko produkcijo, postprodukcijo in upravo javnega zavoda FS Viba film.